# Konak księcia Miłosza
Konak księcia Miłosza (serb. Конак кнеза Милоша) – konak księcia Miłosza I Obrenowicia (1780–1860) w południowej części Belgradu Topčider.

## Historia
W 1826 roku Miłosz I Obrenowić uzyskał autonomię dla kraju, a dla siebie zaś w 1830 dziedziczny tytuł księcia.
W 1830 roku zdecydował o budowie małego zespołu pałacowego w dolinie Topčider słynącej z przyjemnego mikroklimatu, gdzie osmańscy i austriaccy władcy urządzali polowania i pikniki. W czasach wojennych oddzielona od miasta wzgórzem dolina służyła jako miejsce stacjonowania wojsk najeźdźców przygotowujących się do ataku na Belgrad.
Najpierw, w latach 1830–1832, wzniesiono mały konak w stylu bałkańskim na potrzeby nowego kościoła św. Piotra i Pawła, który zbudowano w ciągu kolejnych dwóch lat. Konak księcia powstał w latach 1831–33 w stylu osmańskim z europejskimi elementami klasycystycznymi. Budowę rezydencji książę powierzył Nikoli Živkovićowi (1792–1870). Wnętrza konaku były urządzone w stylu osmańskim. W 1903 roku wszystkie elementy wystroju wnętrz prywatnych apartamentów księcia Miłosza zostały przeniesione do Muzeum Narodowego, i w większości zniszczone podczas bombardowań I wojny światowej. Wokół rezydencji powstał park – rośnie tu jeden z najstarszych platanów Europy. 
W okresie swoich pierwszych rządów (do roku 1839) książę przebywał w rezydencji jedynie okazjonalnie, a zamieszkał tam na stałe w okresie swoich drugich rządów (1858–1860). Książę Miłosz I zmarł w rezydencji 14 września 1860 roku. 
Po obaleniu dynastii Obrenowiciów w 1903 roku rezydencja podupadła. W okresie międzywojennym znajdowało się tu Muzeum Leśnictwa i Łowiectwa. W 1954 roku w gmachu urządzono nowo założone Muzeum Pierwszego Powstania Serbskiego, które w 1966 roku zostało włączone do Muzeum Narodowego Serbii. Obiekt ma status zabytku o szczególnym znaczeniu. 

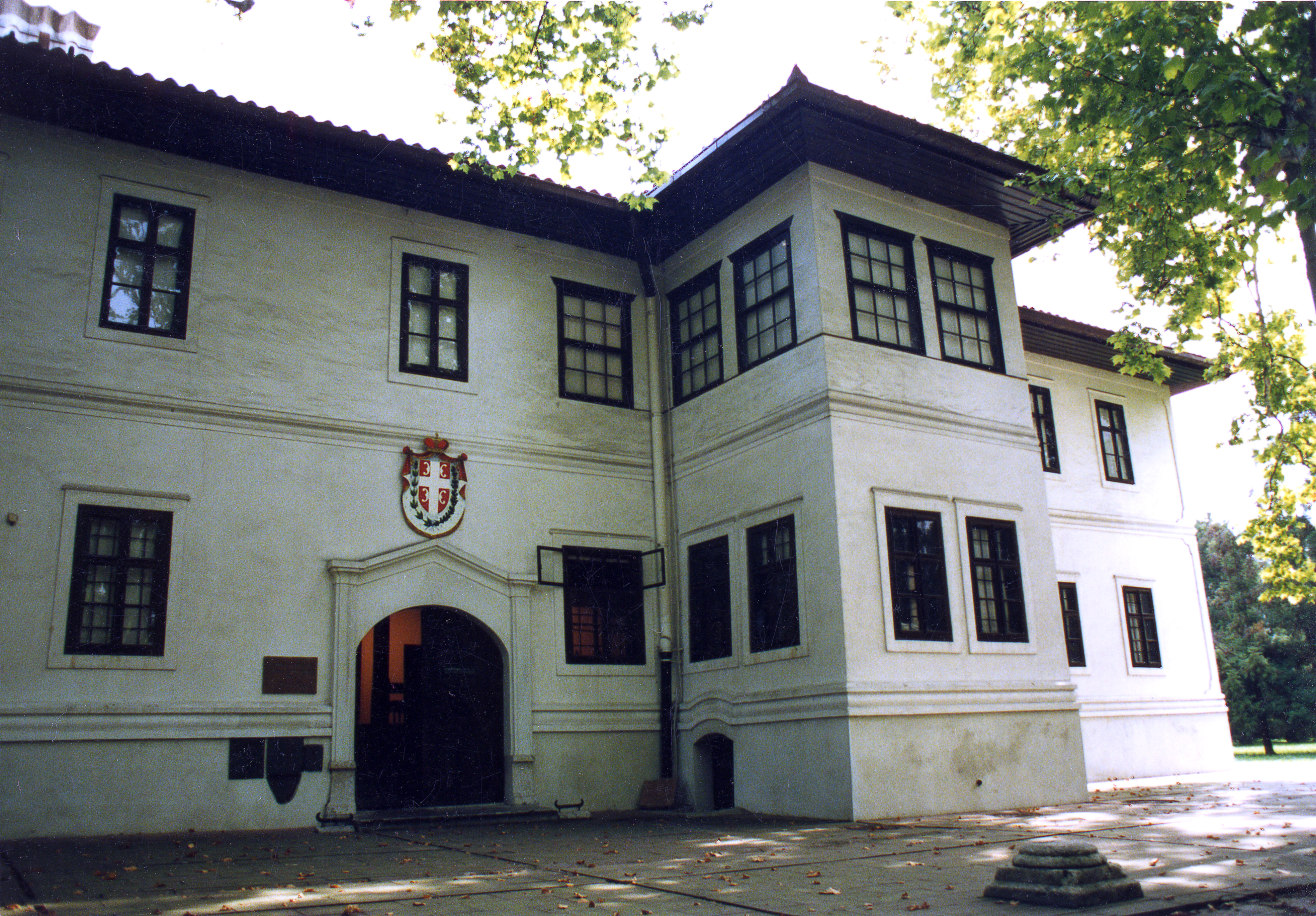
Konak księcia Miłosza
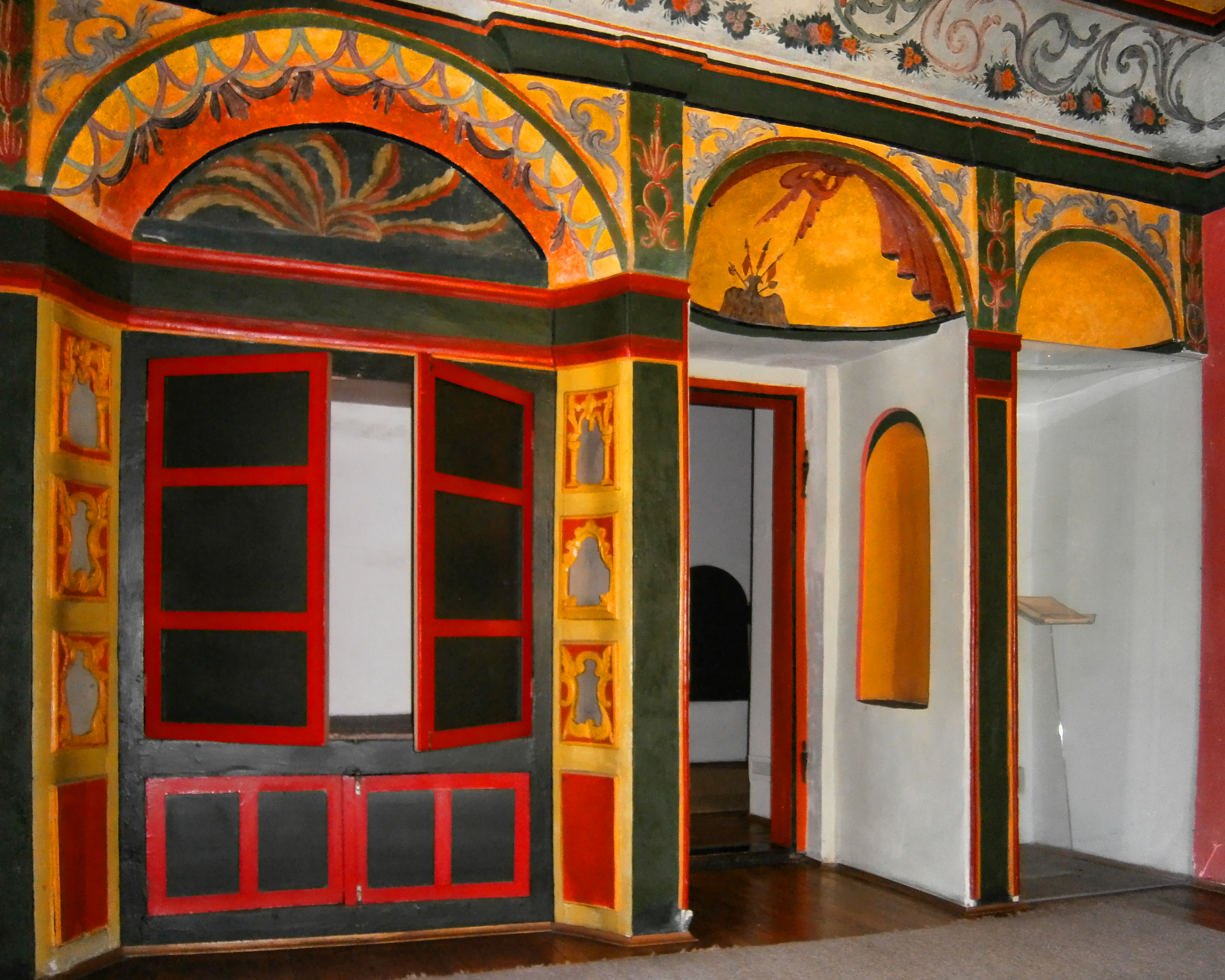
Wnętrza rezydencji
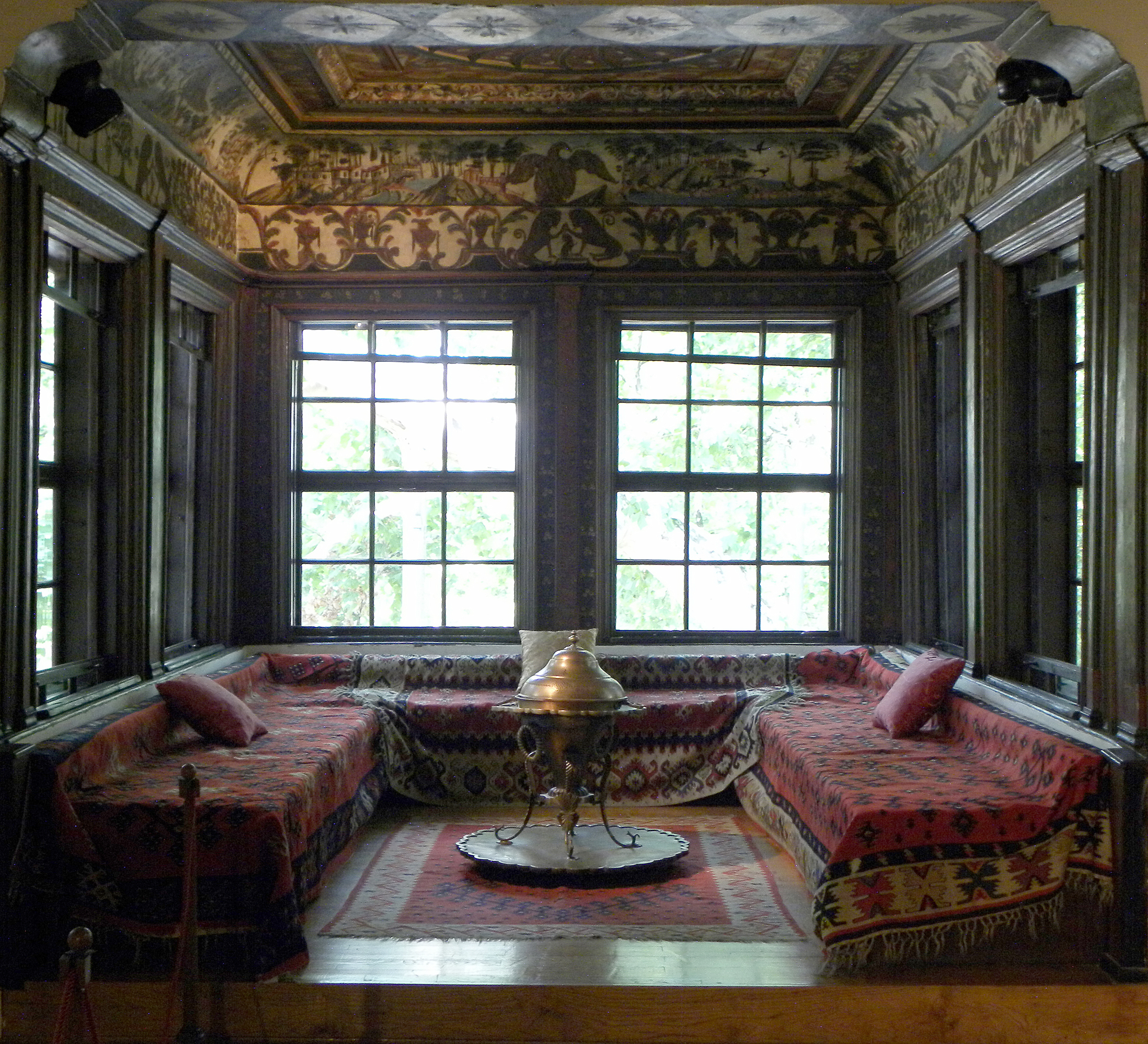
Wnętrza rezydencji